# نترات الكالسيوم
نترات الكالسيوم أو نترات الجير هو ملح أبيض يذوب في الماء هيجروسكوبي يمتص الرطوبة من الهواء. صيغته الكيميائية Ca(NO3)2 ويكون  على شكل رباعي هيدرات Ca(NO3)2.4H2O. يسمى أيضا نترات الجير، ويستعمل سماداً،

## التاريخ
حضرت بالنرويج في السنوات الأولى من القرن العشرين بمعادلة حمض النتريك المحضر من القوس الكهربي بالحجر الجيري.
التأثير الفسيولوجي لهذا السماد قلوي إلى حد، ولكن يفضل نترات الكالسيوم للأراضي القلوية لاحتوائه على الكلسيوم، بدلاً من الصوديوم.

## الخواص
- انحلالية مركب نترات الكالسيوم كبيرة جداً في الماء حوالي 2710 غ/ل عند 40° س. لذلك له خاصية استرطاب كبيرة. كما أنه ينحل في الإيثانول والميثانول والأسيتون.
- الأس الهيدروجيني (pH) لمحلول 5% منه في الماء يبلغ 6.0 ، أي أن له حموضة ضعيفة.

## التحضير
ويحضر السماد ببلاد عديدة منها مصر، وذلك بتحضير حمض النتريك بأكسدة النشادر المخلقة، ثم معادلة الحمض بالحجر الجيري. والسمادة عبارة عن بلورات بيض متميعة، تحتوي على ح 15.5% من النتروجين النتراتي.
يحضر نترات الكالسيوم تقنياً من تفاعل الحجر الكلسي (كربونات الكالسيوم) مع حمض النتريك
CaCO3 + 2 HNO3 → Ca(NO3)2 + CO2 + H2O
تؤدي بَلـْوَرَة المحلول المائي الناتج إلى ترسب نترات الكالسيوم على شكل رباعي هيدرات، والذي يؤدي تسخينه إلى 45°س إلى انصهاره وذوبانه ضمن الماء البلوري. تؤدي متابعة التسخين فوق 100°س إلى تحوله إلى الشكل الخالي من الماء.

## الاستخدامات
- يستعمل ككاشف كيميائي في التطبيقات المخبرية.
- بستعمل كسماد وذلك حيث يشكل ملح مزدوج مع نترات الأمونيوم.
- يستخدم أيضاً في صناعة الألعاب النارية.
- يستخدم في المياه المعالج للتخلص من الروائح

## اقرأ أيضا
- نترات
- نتريت